# Ilerdien
Stratigraphie
Thanétien (étage) Cuisien (ss-étage)
Paléogéographie et climat
Contexte géodynamique
fin de la progression vers l'est du bassin aquitain ; l'océan s'avance jusqu'à Béziers lors de cette troisième transgression marine
L'Ilerdien est une subdivision de l'Éocène (deuxième époque de l'ère Cénozoïque) dans l'échelle des temps géologiques, plus ou moins équivalent au sous-étage de l'Yprésien inférieur — l'Yprésien supérieur correspondant au Cuisien. Il dure approximativement de 56,0 à 51,9 Ma. Il est à l'extrême pointe de la transgression marine.
C'est la toute première et plus ancienne division de l'époque Éocène.

## Historique
Doncieux (1906, 1911) reconnaît cet étage dans les Corbières septentrionales et l'attribue au Cuiso-Lutétien. Il remarque dans le Lutétien à Fontcouverte et dans une dizaine d'autres gisements des Corbières septentrionales des plaques marginales d'astérides qu'il rapporte à un Goniaster proche de Goniaster poritoides Desm., et à un Astropecten.
Valette (1925) décrit, dans le matériel recueilli par Lambert, en particulier à Fontcouverte, deux espèces nouvelles qu’il affecte, très correctement compte tenu des connaissances de l’époque, à deux genres, l'un fossile, l'autre actuel.
Avec l'élaboration d'une échelle chronostratigraphique fondée sur les biozones à alvéolines (es) et nummulites par Hottinger et Schaub en 1960, ces deux auteurs sont amenés à identifier l'Ilerdien comme entité stratigraphique basée sur ces formations marines,.
Ils le placent, selon Bessière et al. (1978) « entre le Sparnacien à Glomalveolina (es) levis et le Cuisien (biozone à Alveolina (es) oblonga) » ;
ou, selon Breton & Vizcaïno (1997) « entre le Thanétien (59,2 à 56 Ma) marin et le Cuisien ».
Mais en 1975 Bignot et Moorkens trouvent que seule la partie supérieure de l'Ilerdien coïncide avec l'Yprésien inférieur.
Selon Jean-Claude Plaziat (1970), le « calcaire basal » (de l'Ilerdien) surmonte les dépôts fluvio-lacustres du "Sparnacien" ; il dit aussi (1981, 1983), que l'Ilerdien correspond au Sparnacien moyen et supérieur et au Cuisien inférieur.
Son existence et sa présence en Languedoc ont animé des débats passionnés et engendré de nombreuses études,,,,,,. En 1997, Breton & Vizcaïno le disent « aujourd'hui admis par la plupart des auteurs ».

## Durée
L'Yprésien durant de −56,0 à −47,8 Ma, si l'on considère une durée égale pour ses deux sous-divisions, l'Ilerdien durerait de 56,0 à 51,9 Ma et le Cuisien de 51,9 à 47,8 Ma.
Mais en 1975 Bignot et Moorkens trouvent que seule la partie supérieure de l'Ilerdien coïncide avec l'Yprésien inférieur.

## Événement marquant
Pour Cavelier et al. (1997), le milieu de l'Ilerdien marque la fin de la progression vers l'est du bassin aquitain, avec l'océan s'avançant jusqu'à Béziers lors de cette troisième transgression marine — la première datant du Danien (66,0 à 61,6 Ma) et atteignant le Mas-d'Azil, la deuxième au Sélandien-Thanétien (respectivement 61,6 à 59,2 Ma et 59,2 à 56 Ma) et atteignant les Corbières de l'est.

## Stratigraphie
Selon la définition de Hottinger et Schaub (1960), corroborée par les observations de nombreux auteurs subséquents, « l'Ilerdien désigne l'ensemble des couches nummulitiques paléocènes dans les Pyrénées orientales attribuées jusqu'ici au Lutétien inférieur et à l'Yprésien » ; il débuterait par la zone à Alveolina cucumiformis, suivie par celle à Alveolina corbarica (marnes bleues) et se terminerait par la zone à Alveolina trempina (grès à huîtres).

### Stratigraphie dans les Corbières
La position de l'Ilerdien à l'extrême pointe de la transgression marine se retrouve dans sa stratigraphie ; ainsi cette série marine, qui avoisine les 500 m d'épaisseur dans les Corbières, y est caractérisée par une transgression marine brutale suivie d'une régression progressive. L'Ilerdien du mont Alaric, vers la frange nord des Corbières, donne la stratigraphie suivante (de bas en haut) :
- le « calcaire marin basal » qui surmonte en continuité les dépôts fluvio-lacustres du « Sparnacien »[13] ;
- les « marnes à térébratulidés (en) », avec la base de cette formation localement envahie (dans certaines parties de l'Alaric notamment) par des faciès carbonatés et gréseux : « calcaires gréseux et calcaires blancs à alvéolines (es) », « calcaires à nummulites et algues » ;
- les « marnes et grès à Ostrea strictiplicata »[n 4] ;
- les « marnes à cérithidés » ;
- les « marnes et marno-calcaires lacustres », ces trois dernières formations préludant à la sédimentation fluvio-continentale de la "molasse de Carcassonne"[23].

Le niveau e3b, un calcaire à alvéolines (es), est dit « calcaire à Solenomeris (es) » et comprend trois niveaux :
- un niveau inférieur à calcaire oolithique avec d'une part des calcaires en plaquettes à ostracodes et milioles (mont Alaric) et des bancs à alvéolines (es) flosculinisées et à Ovulites maillolensis[n 5] à Arce et Belcastel et des orbitolites (0. gr. biplanus) à Belcastel. À ces orbitolites sont souvent associées Alveolina cucumiformis et A. gr. subtilis ;
- un niveau moyen de marnes ocre à huîtres, brachiopodes, gastéropodes, serpules avec, du côté de Pradelles-en-Val, des épisodes détritiques (grès à graviers) sous forme lenticulaire ;
- un niveau à calcaire blanc avec des alvéolines (es), assilines et milioles. On y trouve des mélobésiées et des dasycladacées, notamment l'association de Solenomeris (es) O'Gormani et des algues du genre Halimeda avec quelques archaeolithothamniées encroûtantes.

Les niveaux que l'on retrouve sur la bordure nord du Mouthoumet sont en partie des équivalents latéraux des niveaux à operculines (es) (O. subgranulosa) décrits ci-dessous.
Cette formation, qui atteint 90 m sur le flanc nord de l'Alaric puis 70 m sur le flanc sud (Pradelles-en-Val), n'a plus qu'une quinzaine de mètres sur la partie septentrionale du Mouthoumet.
Les niveaux e3c et e3d sont des marnes bleues à operculines (es) et des marnes bleues à turritelles.
Le niveau e3e est un grès à huîtres
Observations sur la chronologie des formations e3b, e3c, e3d et e3e :
La nomenclature classique de la carte géologique à 1/80 000 donnait la formation du calcaire à alvéolines (es) comme yprésienne, celle des marnes bleues et des grès à huîtres, comme étant d'âge lutétien inférieur.
Paris (1971) rapporte à l'Ilerdien supérieur (noté « e4d ») un ensemble géologique près de Mirepoix (hameau sur Montmaurin, Haute-Garonne), jusque là rapporté au Lutétien moyen, défini par la présence de Lophiaspis baicheri dans une molasse gréseuse dite « grès de Saint-Quentin » alternant avec des poudingues du type Palassou, le tout reposant sur de l'Ilerdien moyen.

### Stratigraphie en Égypte
La question de la différence entre Yprésien inférieur (ou Ilerdien) et Yprésien supérieur (ou Cuisien) se pose aussi ailleurs qu'en France, par exemple en Égypte. Keheila et al. (1990), étudiant les formations carbonatées de l'Éocène inférieur à l'est de Qena et Sohag, y trouvent deux zones de foraminifères : 
- une zone à Nummulites soliturius (Discocyclina (es) irregularis / Operculina (es) libyca) de l'Yprésien inférieur (formation de Thèbes[n 7]) ; et
- une zone à Nummulites planulatus / N. burdigalensis de l'Yprésien supérieur (formation de Drunka), qui est par ailleurs marquée par trois zones d'algues, avec du plus ancien au plus récent : Ovulites maillolensis, puis Carpathoporella occidentalis et enfin Belzungia borneti[29].

La formation de Thèbes, qui correspond à l'Ilerdien, est caractérisée par :
- une couche inférieure gris clair, dure, massive et parfois fissile, avec une alternance de shales et de marnes calcaires qui se transforment progressivement (vers le haut) en calcaires crayeux et dolomitiques à grain fin. Des nodules de chaille sont éparpillés dans ce faciès lithique, plus nombreux dans la partie supérieure[30] ;
- une couche intermédiaire essentiellement blanc jaunâtre, déposée en lames fines, avec des alternances de mudstones calcaires pures et dolomitiques et des wackestones riches en nodules et bandes de chaille[30] ;
- une couche supérieure marquée par des plaques de calcaire dur, gris foncé, silicifié, contenant des nummulites ; en alternance avec des calcaires mélangés à des boues qui ont pu les enrober. Ce faciès contient des discocyclines (es), des operculines (es) et des huitres[31].

Les formations de Thèbes et de Drunka ne se superposent pas régulièrement : au nord-ouest de la zone étudiée, le contact entre le milieu et la partie supérieure de la formation de Thèbes d'une part, et la formation de Drunka d'autre part, se présente comme les doigts croisés de deux mains. Par ailleurs, des diastèmes (surfaces d'érosion discontinue) apparaissent dans la formation de Thèbes, principalement au milieu de celle-ci où ils sont caractérisés par des couches de calcaires phosphatiques à gros grain allant jusqu'à 5 cm d'épaisseur. Selon les auteurs, cette formation se serait déposée dans un environnement de marées sur fond plat et une circulation d'eau en partie restreinte, avec des bancs de nummulites déposés par des tempêtes. Dans des lits de shale, des foraminifères du Paléocène (Planorotalites pseudomenardii, Globorotalia compressa,, Planorotalites pusilla pusilla, Morozovella uncinata, Morozovella angulata,, Globigerina triloculinoides,) sont remaniés et coexistent avec des ostracodes yprésiens (Leguminocythereis aff. lokossaensis Apostolescu) ; ce qui suggère que la séquence du Paléocène, avec ses formanifères probablement originaires de la mer Rouge voisine, a pu être soulevée, subséquemment exposée à l'air libre et sujette à une sévère érosion pendant l'Yprésien inférieur. L'absence des couches du Paléogène correspondantes serait due à ce soulèvement important plutôt qu'à une absence de sédimentation.

## Stratotype
Le stratotype de l'Ilerdien moyen est aux lieux-dits Pech des Fourches et les Croisettes, inclus dans la coupe de Coustouge à Jonquières (Aude), à environ 800 m à l'ouest de Coustouge.
Il est marqué par une grande diversité des astérides cénozoïques.

## Localisation
On le trouve du nord-est de l'Espagne aux Corbières, où il est marqué par la présence de Solenomeris (es), un foraminifère encroûtant (formant récifs) de la famille des Acervulinidae (es).

## Le «grès de Coudures»
Le « grès de Coudures » ou « pierre de Coudures » (Landes), qui date de l'Ilerdien, est un grès quartzitique très dur, à cassure blanche ou rosée, qui se présente sous forme de blocs allongés de 5 à 10 m.
Localement cette pierre est appelée peyre d'azou (pierre d'âne) car elle considérée comme impropre à la construction.
Mais elle était exploitée autrefois pour faire des pavés, 
notamment à l'ouest de Coudures en rive droite du Gabas ; en aval de Sainte-Colombe dans les bois proches de Mounon ; et au nord-ouest de Saint-Aubin.